# Тищенко, Ольга Анатольевна
О́льга Анато́льевна Ти́щенко (6 мая 1973, Таганрог) — советский и российский гребец-байдарочник, выступала за сборные СССР, СНГ и России в 1990-х годах. Участница трёх летних Олимпийских игр, чемпион Европы, серебряный и бронзовый призёр чемпионатов мира, многократный чемпион всесоюзных и всероссийских первенств, победитель регат республиканского значения. На соревнованиях представляла спортивное общество «Динамо», заслуженный мастер спорта. Также известна как спортивный функционер, возглавляет СДЮСШОР № 3 в Таганроге.

## Биография

### Спортивная карьера
Ольга Тищенко родилась 6 мая 1973 года в Таганроге, Ростовская область. Училась в гимназии № 2 им. А. П. Чехова. Активно заниматься греблей начала в возрасте тринадцати лет, проходила подготовку под руководством собственного отца Анатолия Петровича, заслуженного тренера, в прошлом чемпиона Европы и мира. На соревнованиях представляла таганрогскую гребную команду добровольного спортивного общества «Динамо».
Первого серьёзного успеха добилась в 1991 году, когда на последнем всесоюзном первенстве завоевала сразу две золотые медали, на дистанции 500 метров среди двухместных и четырёхместных байдарок. Благодаря череде удачных выступлений на единственном в истории чемпионате СНГ попала в основной состав национальной сборной и удостоилась права выступать за объединённую команду из спортсменов бывших советских республик на летних Олимпийских играх 1992 года в Барселоне. Участвовала в полукилометровом заплыве четырёхместных экипажей, вместе с командой, куда также вошли гребчихи Ирина Самойлова, Галина Савенко и Ирина Саломыкова, смогла выйти в финал, но в решающем заплыве финишировала лишь девятой.
После распада СССР стала выступать за сборную России и в течение последующих десяти лет в общей сложности становилась чемпионкой страны шестнадцать раз. В сезоне 1994 года помимо всероссийского первенства победила также на Играх доброй воли в Санкт-Петербурге. В 1995 году побывала на чемпионате мира в немецком Дуйсбурге, откуда привезла медаль бронзового достоинства, выигранную с байдаркой-двойкой на дистанции 200 метров. Год спустя прошла квалификацию на Олимпиаду в Атланту, вместе с однофамилицей Татьяной Тищенко, Ларисой Косоруковой и Натальей Гулий в финале боролась за призовые позиции, однако в конечном счёте финишировала только седьмой.
В 1999 году в составе четырёхместного экипажа Тищенко выиграла серебро на чемпионате мира в Милане, заняв второе место в гонке на двести метров. Кроме того, добыла две медали на европейском первенстве в Загребе, в том числе одну золотую среди четвёрок на 200 метров. Будучи одной из лидеров команды, отобралась на Олимпийские игры 2000 года в Сидней, с партнёршами по четырёхместной байдарке Натальей Гулий, Еленой Тиссиной и Галиной Порываевой состязалась на полукилометровой дистанции, в точности повторив результат предыдущей Олимпиады — вновь седьмое место. Впоследствии спортсменка ещё в течение нескольких лет продолжала участвовать в соревнованиях, в 2002 году с четвёркой на двухстах метрах выиграла бронзу на чемпионате Европы в венгерском Сегеде (при этом её партнёршами по команде были Наталья Гулий, Галина Порываева и Марина Яцун. За выдающиеся спортивные достижения удостоена почётного звания «Заслуженный мастер спорта России» (2001).
Имеет высшее образование, окончила Кубанскую государственную академию физической культуры и спорта (ныне Кубанский государственный университет физической культуры, спорта и туризма). Завершив спортивную карьеру, работала тренером по гребле на байдарках и каноэ, в 2006 году назначена на пост руководителя специализированной детско-юношеской спортивной школы олимпийского резерва № 3 в городе Таганроге. Помимо гребли на байдарках увлекается парусным спортом и дзюдо. Её брат Анатолий тоже был довольно известным гребцом, бронзовый призёр Олимпийских игр и многократный чемпион мира. Мать Татьяна Леонтьевна добилась успехов на тренерском поприще, имеет звание заслуженного тренера России.

### После завершения спортивной карьеры
Директор Государственного бюджетного учреждения Ростовской области «Спортивная школа олимпийского резерва №3». 10 сентября 2017 года избрана по одномандатному избирательному округу №2 депутатом городской Думы города Таганрог VI созыва, член фракции Единая Россия.